# Skerlecz család

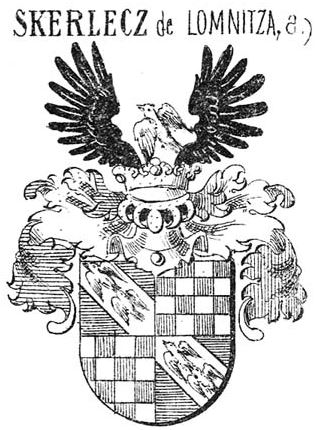
A lomnicai Skerlecz család köznemesi címere (a Siebmacher féle könyvből). 1638. január 28-án adományozta az uralkodó

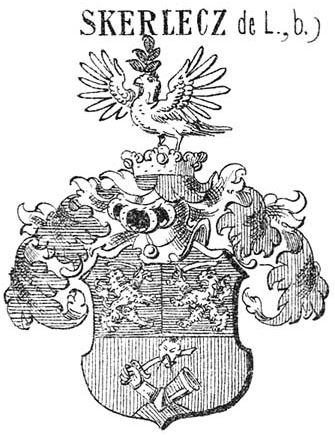
A lomnicai Skerlecz család bárói címere (a Siebmacher féle könyvből). 1857. augusztus 22-én adományozta az uralkodó

A nemes illetve báró lomnicai Skerlecz család köznemesi és később főnemesi horvát származású magyar család Vas vármegyében virágzott.

## A család története
A Skerlecz testvérek: Pál, Ferenc és István 1638. január 28-án kaptak címeres levelet Pozsonyban III. Ferdinánd magyar királytól. Hamarosan kihirdették Vas vármegyében, és az 1658. évi megyei összeírásban Oláhciklénben, Ószalonakon és Kéthelyen szerepeltek szabadosként.
Skerlecz Miklós és nemes Korchmáros Anna úrnő Dozmaton laktak, ahol gyermekeik születtek: Skerlecz János (1698–1738) Vas vármegyében élt, veszprémi kapitány volt, valamint főszolgabíró. Skerlecz János feleségül vette hertelendi Hertelendy Rózát (1710–1775). Skerlecz János testvérének, Skerlecz Sándornak (1700–1733) a felesége, pedig a barkóci Rosty család sarja barkóci Rosty Mária (1710–1763), akinek a szülei barkóci Rosty István, királyi tanácsos, Vas vármegye alispánja, országgyűlési követe, földbirtokos és szarvaskendi Sibrik Teréz voltak. Lánytestvérük, Skerlecz Júlia (1706–1783) nicki Niczky Jánoshoz (1703–1771) ment feleségül. Skerlecz Sándornak és Rosty Máriának több leánya volt: Skerlecz Erzsébet (1732–1802), aki forintosházi Forintos Gábor (1723–1782) zalai alispán neje; nagymádi és várbogyai Bogyay Józsefné Skerlecz Anna Mária (1733–?); és Skerlecz Teréz (1734–1793), akinek a férje balásfalvi Orosz Ignác (1709–1772), királyi tanácsos, kerületi táblai ülnök, Vas vármegye alispánja, földbirtokos.
Skerlecz Sándor egyetlen fiúgyermeke lomnicai Skerlecz Ferenc (1731–1803), helytartó tanácsos, békési főispán (1783–1785), királyi tanácsos és a Szent István-rend vitéze volt. Skerlecz Ferenc feleségül vette nemeskéri Kiss Rózát (1739–1822), nemeskéri Kiss Sándor és királydaróci Daróczy Zsófia lányát. A házasságukból két fiú- és három leánygyermek született: ifjabb lomnicai Skerlecz Ferenc (1762–1835), királyi táblai ülnök, akinek a neje báró Révay Alojzia (1773–1816) volt Skerlecz József (1766–1835), császári és királyi kamarás, Vas vármegye követe, insurgens ezredes, földbirtokos, akinek az első felesége mindszenti Petrovszky Júlia (†1797), a második gróf Csáky Jusztina (1787–1840) volt. A leánygyerekek között lomnicai Skerlecz Antónia (1770–1820), akinek az első férje jesznicei Jankovich János volt, a második gróf Forgács Antal (1786–1851) és Skerlecz Mária (1777–1828), nedecei Nedeczky Ferenc (1769–1835) felesége. A legfiatalabb lánya Skerlecz Ferencnek és nemeskéri Kiss Rózának, Skerlecz Borbála (1779-1834) volt, aki férjhez ment gróf németújvári Batthyány Józsefhez (1777–1812). Ők voltak gróf németújvári Batthyány Lajos miniszterelnöknek a szülei.
Skerlecz József és mindszenti Petrovszky Júlia egyetlen fiúgyermeke Skerlecz Károly (1793–1863) kamarás és helytartósági tanácsos, aki 1857. augusztus 22-én kapott Bécsben osztrák bárói rangot I. Ferenc József magyar királytól. Leánytestvérei jó házasságot kötöttek: Skerlecz Mária (1792–1835) hertelendi és vindornyalaki Hertelendy József (1789–?) zalai táblabíró felesége lett; Skerlecz Jozefa (1797–1848), báró Atzél Antal (1789–1868) csanádi főispánhoz, udvari tanácsoshoz ment feleségül.
A család a XIX. században folyamán (addig nem élt nemesi előnévvel), a horvátországi lomnicai Skerlecz családdal való kapcsolatot okleveles bizonyítékok nélkül feltételezve, felvette a „lomnicai” előnevet. Károly báró egyetlen fiúgyermeke báró Skerlecz Károly (1836–1901) volt, baranyai főszolgabíró, minisztérium tanácsos; ennek felesége báró Hrabovszky Sarolta (1850–1931). Lánya báró Skerlecz Stefánia (1842–1931), aki báró Mühlwert Frigyeshez (1836–1890) ment feleségül. Károlynak és Hrabovszky Saroltának egyetlenegy fiúgyermeke volt: báró Skerlecz Iván (1873–1951), Horvát-Szlavon-Dalmátország bánja, aki Budapesten, 1918. december 21-én feleségül vette az elvált gelsei és beliscsei báró Gutmann Lilly Amália (1882–1954) asszonyt, báró dr. madarasi Madarassy-Beck Gyula (1873-1939) volt feleségét, akinek a szülei gelsei és beliscsei báró Gutmann Vilmos (1847–1921), nagyiparos, és megyeri Krausz Rozália (1859-1932) voltak. Mivel Skerlecz Ivánnak és Gutmann Lillynek nem született gyermeke, a család dr. báró Skerlecz Iván (1873–1951), horvát bánban, titkos tanácsosban halt ki, 1951-ben.

## A család kiemelkedő tagjai
- lomnicai Skerlecz János (1698–1738), veszprémi kapitány, főszolgabíró
- lomnicai Skerlecz Ferenc (1731–1803), helytartó tanácsos, békési főispán (1783–1785) királyi tanácsos és a Szent István-rend vitéze
- lomnicai Skerlecz József (1766–1835) vasi követ és insurgens ezredes
- báró lomnicai Skerlecz Károly (1793–1863) kamarás és helytartósági tanácsos
- dr. báró lomnicai Skerlecz Iván (1873–1951), jogász, Horvát-Szlavon-Dalmátország bánja, főrendiházi tag